# قرقف المستنقعات

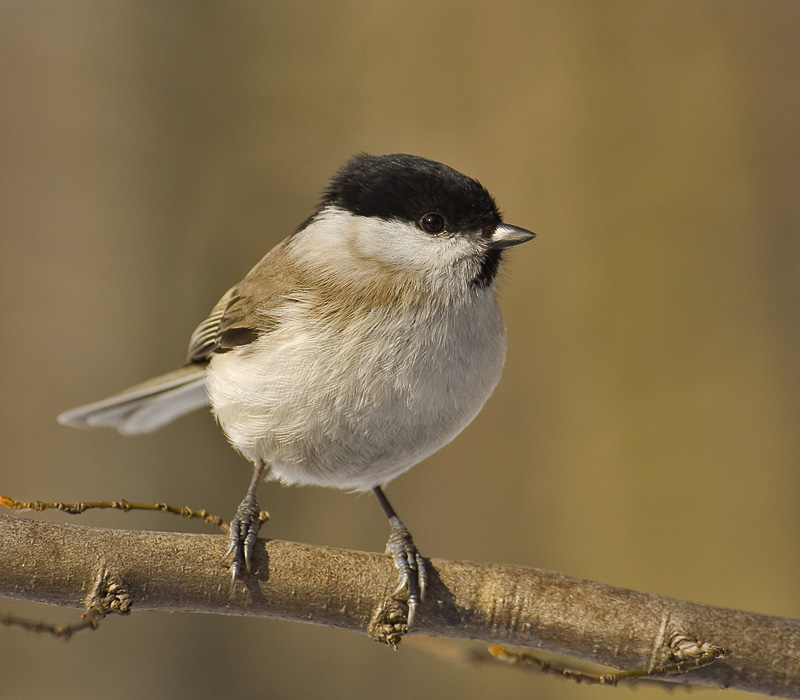
Marsh tit

قرقف المستنقعات (الاسم العلمي:   Parus  palustris) (بالإنجليزية: Marsh  Tit)‏ هو طائر ينتمي إلى (فصيلة: Paridae) يتواجد في جميع أنحاء أوروبا وشمال آسيا موائله الطبيعية الغابات الجافة وهو طائر صغير يوجد له قبعة سوداء أعلى الرأس والذقن اما الخدين لونهما أبيض، والذيل والأجنحة لونها رمادي مع اللون البني ومن أسفل ابيض والأرجل رمادية داكنة.
و قرقف المستنقعات يزن 12 غراما، وطوله 12 سم وطول الجناح يتراوح ما بين 60-70 ملم، ويتغذى هذا الطائر على العناكب والحشرات في فصلي الربيع والصيف، وبذور والمكسرات والتوت في الخريف والشتاء. وثمرة الزان هو الطعام المفضل، ولقرقف المستنقعات زوجة واحدة وغالبا ما تكون لمدى الحياة، أو لمدة ست سنوات، وتضع الانثى ما بين خمسة وتسعة بيضات في أواخر أبريل أو مايو، والانثى هي التي تحتضن البيض لمدة 14-16 يوما والذكر يساعد على تغذية ورعاية الصغار ويجلب ما يقرب من جميع المواد الغذائية في الأيام الأربعة الأولى بعد الفقس. وتتم تغذية الفراخ من قبل آبائهم لمدة أسبوع وتصبح مستقلة بعد 10 أيام.